# Italia Ricci
Stephanie Italia Ricci (* 29. října 1986, Richmond Hill, Ontario, Kanada) je kanadská herečka. Nejvíce se proslavila rolí Maggie Winnock v seriálu Unnatural History, rolí Sashy v seriálu Secret Central a rolí April Carver v televizním seriálu stanice Freeform Chasing Life.

## Kariéra
Jejím hereckým debutem se stal v roce 2007 film Prci, prci, prcičky: Spolek Beta a poté získala vedlejší roli v seriálu stanice Disney XD Aaron Stone.
V roce 2009 se objevila v několika seriálech: Jak jsem poznal vaši matku, Dr. House a Greek. Během toho roku získala vedlejší roli Sashy v seriálu Secret Girlfriend. V roce 2010 začala hrát v akčním seriálu Unnatural History jako Maggie Winnock. Objevila se v reklamě pro Clean & Clear.
V roce 2013 získala menší roli po boku Josepha Gordona-Levitta a Scarlett Johansson ve filmu Don Jon. V roce 2013 byla obsazena do hlavní role April Carver v seriálu stanice ABC Family Chasing Life, který měl premiéru v roce 2014. Seriál byl však po dvou sériích zrušen. Italia se v prosinci 2015 připojila k obsazení seriálu Supergirl jako Siobhan Smythe/Silver Banshee. V září 2016 začala hrát Emily Rhodes v seriálu Prezident v pořadí.

## Osobní život
Od července 2008 chodí s hercem Robbiem Amellem. Dne 20. srpna 2014 pár oznámil zásnuby. Dvojice se vzala dne 15. října 2016. Dne 12. září 2019 se jim narodil syn Robert Amell V.

## Filmografie

### Film
| Rok  | Název                            | Role               | Poznámky            |
| ---- | -------------------------------- | ------------------ | ------------------- |
| 2007 | Prci, prci, prcičky: Spolek Beta | Laura Johnson      | video film          |
| 2008 | The Death of Indie Rock          | Diane              |                     |
| 2012 | Valediction                      | Erica              | krátkometrážní film |
| 2013 | Don Jon                          | Gina               |                     |
| 2013 | Dean Slater: Resident Advisor    | Samantha Montaigne |                     |
| 2014 | Den po konci světa               | Allison            |                     |

### Televize
| Rok       | Název                      | Role                            | Poznámky                |
| --------- | -------------------------- | ------------------------------- | ----------------------- |
| 2009      | Aaron Stone                | Chase Ravenwood                 | vedlejší role, 5 dílů   |
| 2009      | Jak jsem poznal vaši matku | Sexy žena č. 1                  | díl: „Veranda“          |
| 2009      | Dr. House                  | Imigrační úředník               | díl: „Rozdvojený House“ |
| 2009      | Greek                      | Delia                           | díl: „Social Studies“   |
| 2009      | Secret Girlfriend          | Sasha                           | vedlejší role, 6 dílů   |
| 2010      | True Jacksonová            | Samu sebe                       | díl: „Pajama Party“     |
| 2010      | Unnatural History          | Maggie Winnock                  | hlavní role             |
| 2012      | Kriminálka Las Vegas       | Vanessa Drake                   | díl: „Dvojička“         |
| 2014–2015 | Chasing Life               | April Carver                    | hlavní role             |
| 2015      | Smrtící vzpomínky          | Sutton Roberts                  | TV film (Lifetime)      |
| 2016      | Supergirl                  | Siobhan Smythe / Silver Banshee | 5 dílů                  |
| 2016      | Kouzelná orchidej          | Jenny Taft                      | TV film                 |
| 2016–2019 | Prezident v pořadí         | Emily                           | hlavní role             |
| 2019      | Rome in Love               | Amelia Tate                     | TV film (Hallmark)      |
| 2020      | Love in Winterland         | Alice Wilson                    | TV film (Hallmark)      |

## Ocenění a nominace
| Rok  | Ocenění             | Kategorie                                         | Práce        | Výsledek  |
| ---- | ------------------- | ------------------------------------------------- | ------------ | --------- |
| 2014 | Teen Choice Awards  | letní televizní hvězda: žena                      | Chasing Life | nominace  |
| 2015 | Golden Maple Awards | nováček roku v televizním seriálu vysílaném v USA | Chasing Life | nominace  |
| 2015 | Teen Choice Awards  | letní televizní hvězda: žena                      | Chasing Life | vítězství |